# Meshulam Riklis
Pour les articles homonymes, voir Riklis.
Meshulam Riklis, né le 2 décembre 1923 à Constantinople et mort le 25 janvier 2019 à Tel-Aviv, en Israël, était un homme d'affaires israélien.

## Biographie
Il grandit à Tel Aviv, avant d'arriver aux États-Unis en 1947 avec sa fiancée Judith Stern avec qui il eut deux enfants. Il étudie les mathématiques à l'Université de l'État de l'Ohio,,,,,,. 
À 54 ans, Riklis épouse Pia Zadora, qui en a 23, le 18 septembre 1977. Elle apparaît dans la publicité Dubonnet et le film Butterfly, et obtient un Golden Globe Award puis un Razzie Awards,. Lorsque Pia Zadora a remporté en 1982 le Golden Globe du meilleur espoir (Newcomer of the Year) pour sa prestation dans Butterfly, il y eut certaines accusations selon lesquelles les membres de la Hollywood Foreign Press Association auraient été achetés. Meshulam Riklis aurait invité les votants dans son casino de Las Vegas, le Riviera, donnant l'apparence qu'ils auraient voté pour Zadora afin de le rembourser. Il aurait aussi invité les membres de la Foreign Press Association dans sa maison pour un fastueux repas et une projection du film. De plus, le film n'était pas sorti à la date de la cérémonie, ce qui aurait dû le rendre inéligible pour un prix.
Ils se séparent finalement en 1993.
Il fait démolir un vestige de Beverly Hills, Pickfair, l'ancienne demeure mythique du cinéma muet avec Douglas Fairbanks et Mary Pickford, pour construire la sienne.
En 2004, Riklis offre à George W. Bush 5 000 $ pour sa campagne, somme versée au comité national républicain.